# カケダセ!
『カケダセ!』は、NHKラジオ第1放送で2011年4月2日から2012年3月17日まで、月の最終週を除く土曜日9:05頃 - 10:55に生放送されていた若者向けの人生相談番組。NHKワールド・ラジオ日本でも同時放送されていたが、衛星ラジオのみの放送。

## 概要
NHKラジオ第1放送の土曜9時から10時台の番組としては『きらり10代!』第1期（2004年 - 2006年）以来5年ぶりの若者向け番組となる。
番組内ではAKB48チーム4（開始当初は研究生）メンバーの大場美奈と仲俣汐里の2人が「カケダセ!シスターズ」を結成し、同世代の10代および20代の若者を中心に、悩みを打ち明けてもらい、それについて「カケダセ!シスターズ」と、人生の先輩である歌手のROLLY、さらにNHKアナウンサー・山田敦子がアドバイスを送り、悩みの解決に取り組むというものになっている。
春の改編番組発表時はAKB48メンバーは週替わりとされたが、制作発表時に大場と仲俣の固定に変更された。
定時版は7月下旬から8月中は『夏休み子ども科学電話相談』と全国高等学校野球選手権大会中継を放送する関係で休止となるが、2011年8月13日20:05 - 23:00（JST、中断ニュースあり）に拡大版特別番組『カケダセ!夏休みスペシャル』を放送した。
大場は2011年9月2日に当面の活動を謹慎することを発表したため、同年9月3日放送分からはチーム4メンバーの島田晴香が「カケダセ!シスターズ」として出演している（これについてROLLYは「人生、山あり谷ありだからね」と大場をいたわった）。
2012年最初の放送となる1月7日はAKB48 TeamBの小林香菜と近野莉菜が代役を務めた。また、同年から復帰した大場は最終回となった2012年3月17日の放送に約7ヶ月ぶりに出演した。
2012年4月から週末の21-23時台に『wktkラヂオ学園』が放送開始されるのに伴う、若者向け番組の整理・統合のため、2012年3月17日の放送をもってわずか1年で終了した。
番組の閉めには全員の名前を読み上げて山田が「来週（あるいは次回）○月○日放送まで…」と掛けて、その後全員で「待っててねー」と挨拶している。最終回では島田が「皆さん、1年間ありがとうございました」と言った後、カケダセ!シスターズの3人が「カケダセ!」と挨拶した。

## 出演者

### パーソナリティ
- ROLLY
- カケダセ!シスターズ（AKB48所属の番組限定派生ユニット）
  - 大場美奈（2011年4月2日 - 2011年8月13日、2012年3月17日[注 7]）
  - 島田晴香（2011年9月3日 - ）
  - 仲俣汐里
  - 小林香菜（2012年1月7日[注 8]）
  - 近野莉菜（2012年1月7日[注 8]）

※島田と仲俣は現役の大学1年生でもあった。

### ナビゲーター
- 山田敦子（NHKアナウンサー）

## コーナー
早ミミ・トレンド
番組冒頭に放送されている、情報コーナー。
トークAKBeat!
9時台と10時台に放送されている、カケダセシスターズによる電話相談コーナー。番組初回は10時台のみ放送された。
マイニュース
9時台に放送されている、カケダセシスターズやリスナーの近況を、電話で報告してもらう。
あのころダウンロード
各界の著名人が、10代のころについて語る、録音コーナー。
カケダシLIVE!
各界の職業人をゲストに招いて、職業の魅力を語ってもらうゲストコーナー。初回はROLLY自身が担当し、9時台に放送された。
カケダシPicture（2012年1月 - ）
リスナーから投稿された写真を出演陣で寸評するコーナー。